# 弗洛里安·里德爾
弗洛里安·里德爾（德語：Florian Riedel；1990年4月9日—）是一位德國足球運動員，在場上的位置是右後衛。他現在效力於德國足球乙級聯賽球隊凱澤斯勞滕足球俱樂部。